# Јасна Матић
Јасна Матић (Београд, 14. јануар 1964) јесте бивша српска политичарка. Матићева je била министар за телекомуникације и информационо друштво у Влади Мирка Цветковића.

## Биографија
Рођена је 14. јануара 1964. у Београду. Диплому магистра пословне администрације стекла је 2001. године на Универзитету Вашингтон у Сент Луису, САД, а диплому инжењера грађевине 1994. године на Грађевинском факултету Универзитета у Београду.
Именована је за државног секретара у Министарству економије и регионалног развоја Владе Републике Србије 2007. године, и ту функцију обављала до јула 2008. године.
Од 2004. до 2007. године радила је као директор Агенције за страна улагања и промоцију извоза Републике Србије (СИЕПА).
Била је главни саветник на Пројекту за унапређење конкурентности Србије, Буз Ален Хамилтон, УСАИД.
Од 2001. до 2002. године радила је као саветник потпредседника Владе СР Југославије. Била је консултант Светске банке, Вашингтон САД, у периоду од 2000. до 2001. године, а од 1994. до 1999. године и пројектант и координатор пројеката у предузећу „Машинопројект Копринг Д. Д.“, Београд.
Након судског процеса који је трајао чак једанаест година успешно се одбранила од оптужби да је злоупотребом службеног положаја оштетила буџет Републике Србије Политика и правоснажно је ослобођена.
Говори енглески, служи се италијанским и немачким језиком.